# Trường Đại học Lao động Cộng sản Phương Đông
Trường Đại học Lao động Cộng sản Phương Đông (tiếng Nga: Коммунистический университет трудящихся Востока, viết tắt trong tiếng Nga là КУТВ, tiếng Anh: Communist University of the Toilers of the East hoặc Far East University), gọi tắt là Trường Đại học Phương Đông, là trường được Quốc tế Cộng sản thành lập tại Moskva ngày 21 tháng 4 năm 1921 làm một cơ sở đào tạo các cán bộ cộng sản cho các nước thuộc địa và một số nước phương Đông. Trường chính thức mở cửa ngày 21 tháng 10 năm 1921. Sứ mệnh của trường giống như Trường Quốc tế Lenin (đào tạo học viên người châu Âu và châu Mỹ). Thời kỳ đầu, hiệu trưởng là Karl Radek. Chương trình học gồm các vấn đề lý luận và thực tiễn, bao gồm lý luận Mác-xít, xây dựng đảng và tuyên truyền, luật và hành chính, lý luận và chiến thuật cách mạng, các vấn đề xây dựng chủ nghĩa xã hội, tổ chức công đoàn, v.v...Trường có các phân hiệu ở Baku (Azerbaijan), Irkutsk, và Tashkent (Uzbekistan). Trường xuất bản ấn phẩm Phương Đông Cách mạng (Революционный Восток). Năm 1925, bộ phận chuyên đào tạo cán bộ cộng sản Trung Quốc tách riêng ra và thành lập trường Đại học Lao động Cộng sản Trung Quốc mang tên Tôn Dật Tiên. Cuối thập niên 1930, trường Đại học Lao động Cộng sản Phương Đông bị giải thể.

## Lịch sử

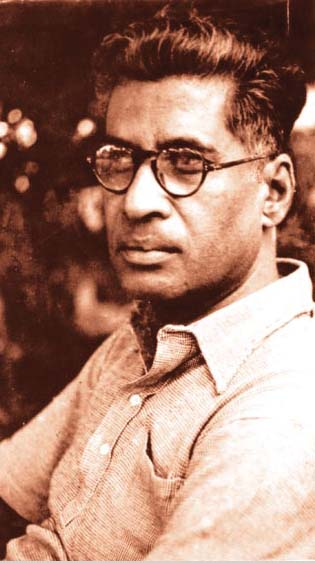
Manabendra Nath Roy, Nhà cách mạng chủ nghĩa quốc gia người Ấn Độ

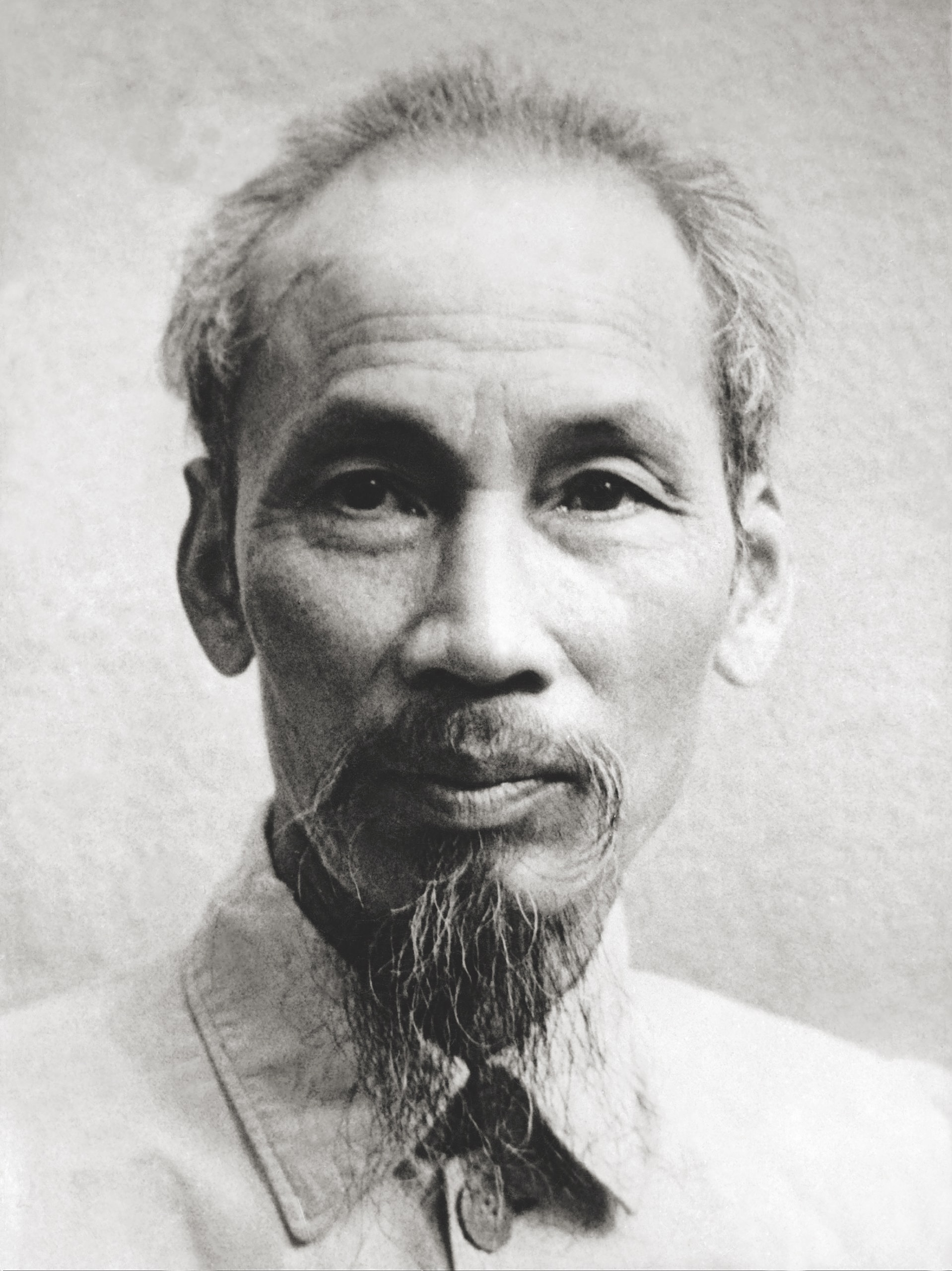
Hồ Chí Minh

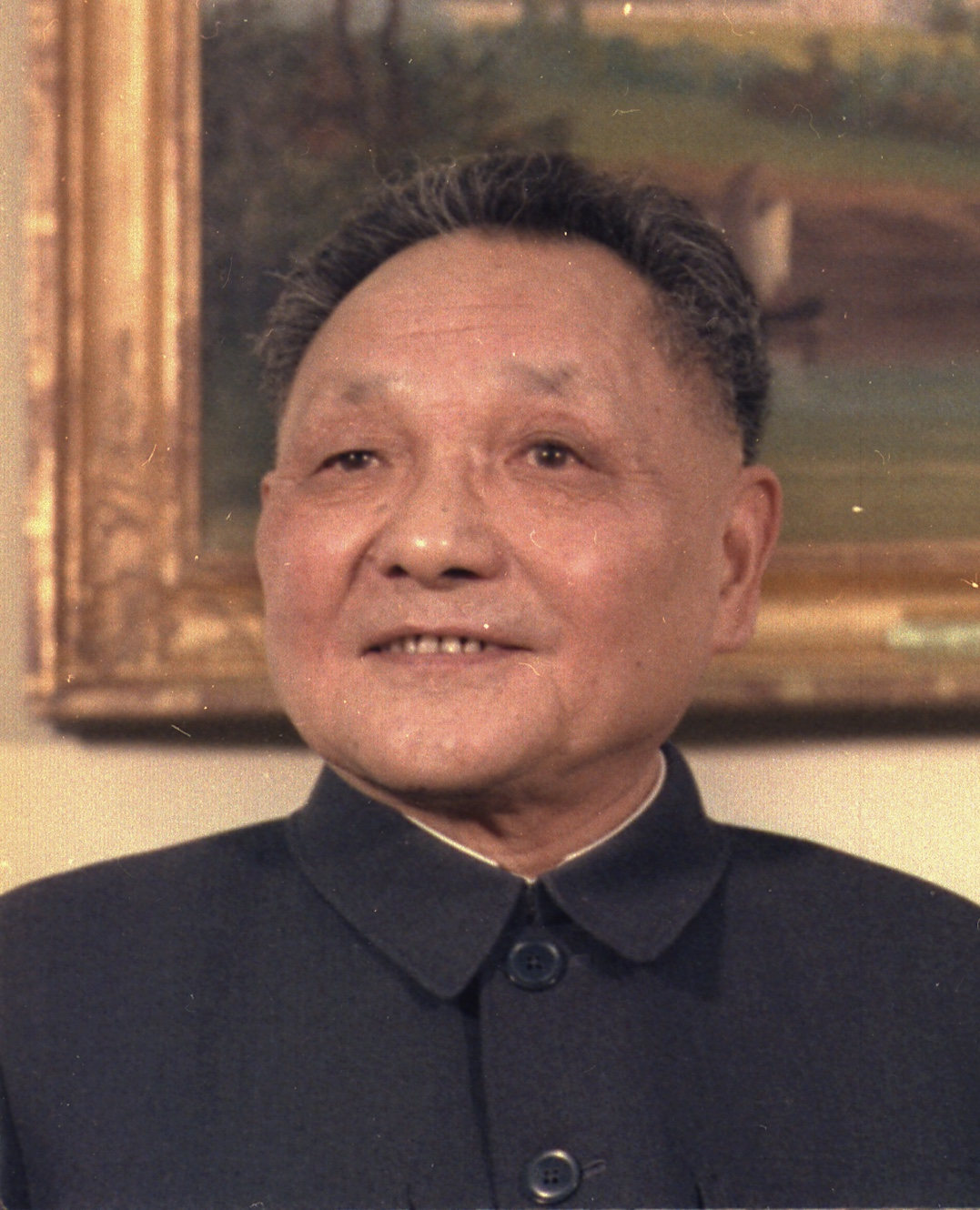
Đặng Tiểu Bình

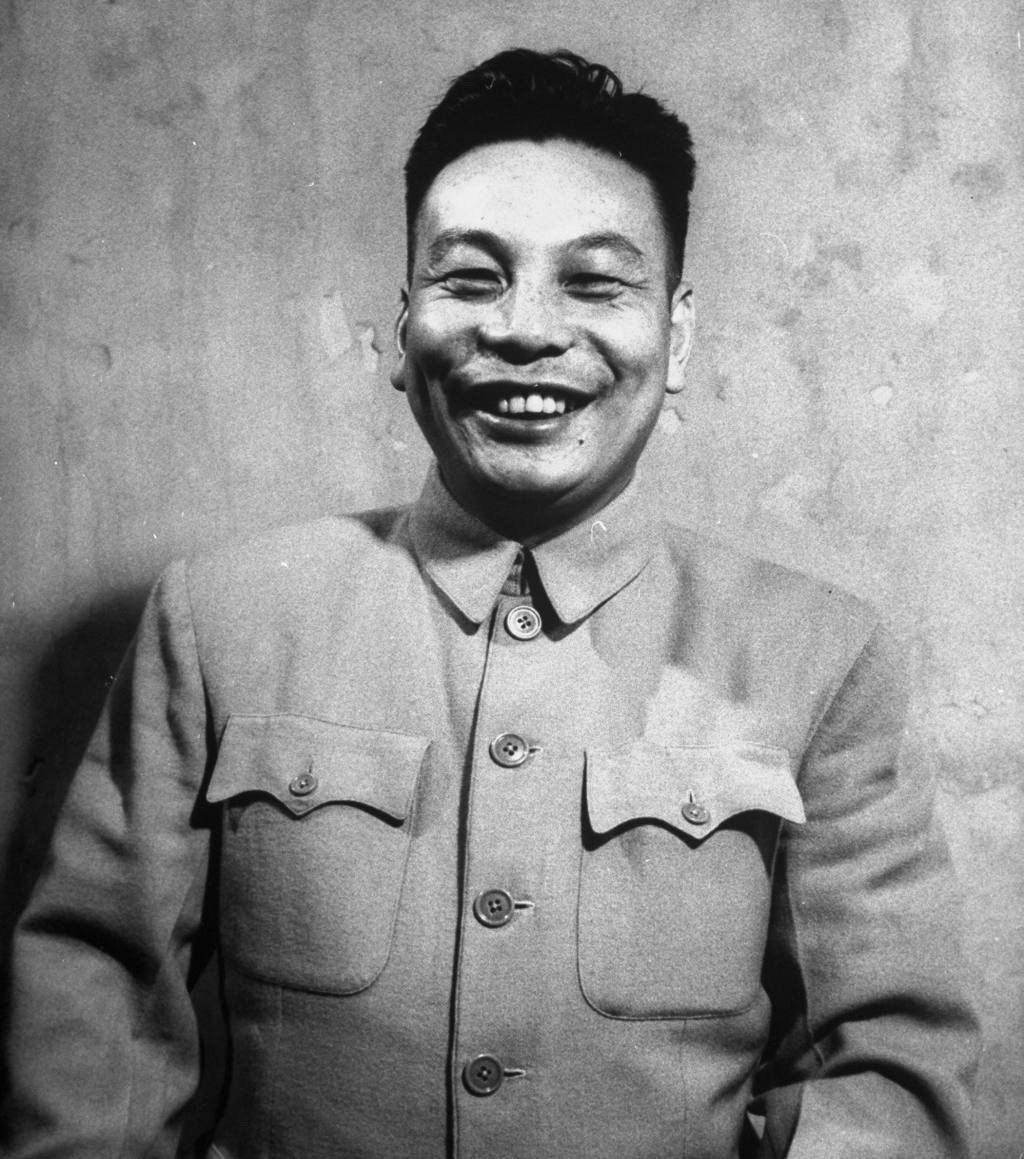
Tưởng Kinh Quốc, Tổng thống Đài Loan, 1978–1988

Trường Đại học Lao động Cộng sản Phương Đông được thành lập năm 1921 ở Moscow bởi Quốc tế Cộng sản như một trường đại học kĩ thuật cho các cán bộ cộng sản từ các nước vùng rìa Liên Xô, mặc dù vậy nó cũng đã nhận các sinh viên từ các nước Ả rập, châu Phi, và Đông và Bắc Á.. Trường chính thức mở cửa vào 21 tháng Mười 1921. Nó hoạt động với chức năng tương tự Trường Quốc tế Lenin, nơi chủ yếu chấp nhận các sinh viên từ châu Âu và châu Mĩ. Nó được lãnh đạo trong những năm đầu bởi Grigory Broydo, sau là Bí thư thứ nhất của Đảng Cộng sản Tajikistan.  Chương trình giảng dạy bao gồm các chủ đề lý thuyết và thực hành, bao gồm lý thuyết Mác xít, tuyên truyền và tổ chức đảng, luật pháp và quản trị, lý thuyết và chiến thuật của cách mạng vô sản, các vấn đề của xây dựng chủ nghĩa xã hội, và tổ chức công đoàn.
Từ mùa Hè 1922 trường đã có các chi nhánh ở Baku (trong Azerbaijan), Irkutsk(trong Siberia, Nga), và Tashkent (trong Uzbekistan). Trường đã xuất bản Cách mạng phương Đông (Революционный Восток, Revoliutsionnyi Vostok). Trong số những người được dạy, đó là  Hồ Chí Minh, Anatoly Lunacharsky, Leonid Krasin,Mikhail Pokrovsky, Khalid Bakdash, Igor Reisner, và Boris Shumyatsky.
Trong năm 1928, Bộ ngoại giao Nhật Bản ước tính rằng khoảng 1000 sinh viên quốc tế đã học tại trường, và có 400 sinh viên người Trung Quốc đã học tại đây là nhóm lớn nhất, sau đó là khoảng 350 người dân tộc thiểu số thuộc Liên Xô, và khoảng 30 tới 40 người Nhật. Liên Xô đã mời sinh viên thuộc tầng lớp lao động Nhật tới học mà không được sự cho phép của chính phủ Nhật. Các sinh viên học dưới sự sự điều hành của Sadaki Takahashi và Keizo Yamamoto, bên cạnh một số giáo viên người Nga. Sinh viên Nhật đã học kinh tế, lịch sử của cách mạng thế giới, Chủ nghĩa Lenin, triết học, lý thuyết liên đoàn lao động, và nghiên cứu Nhật Bản. Kyuichi Tokuda, một thành viên của Đảng Cộng sản Nhật Bản, đã có công trong việc tuyển dụng và gửi những lao động Nhật Bản tới trường thông qua Thượng Hải và Vladivostok.
Trường đã đóng cửa vào những cuối những năm thập kỉ 1930. Nhiệm vụ của nó được chuyển thành nhỏ hơn, những viện địa phương trong các nước cộng hòa Liên Xô.

## Một số học viên nổi bật

### Việt Nam
- Nguyễn Ái Quốc
- Trần Phú
- Lê Hồng Phong
- Hà Huy Tập
- Phùng Chí Kiên
- Trần Văn Giàu
- Dương Bạch Mai
- Nguyễn Khánh Toàn
- Bùi Công Trừng
- Trần Ngọc Danh

### Indonesia
- Tan Malaka

### Nhật Bản
- Nosaka Sanzō
- Hakamada Satomi
- Kunizaki Teidō
- Īzaka Mitsunobu
- Katayama Sen

### Trung Quốc
- Tưởng Kinh Quốc
- Lưu Thiếu Kỳ
- Đặng Tiểu Bình